# Kabinett Subianto

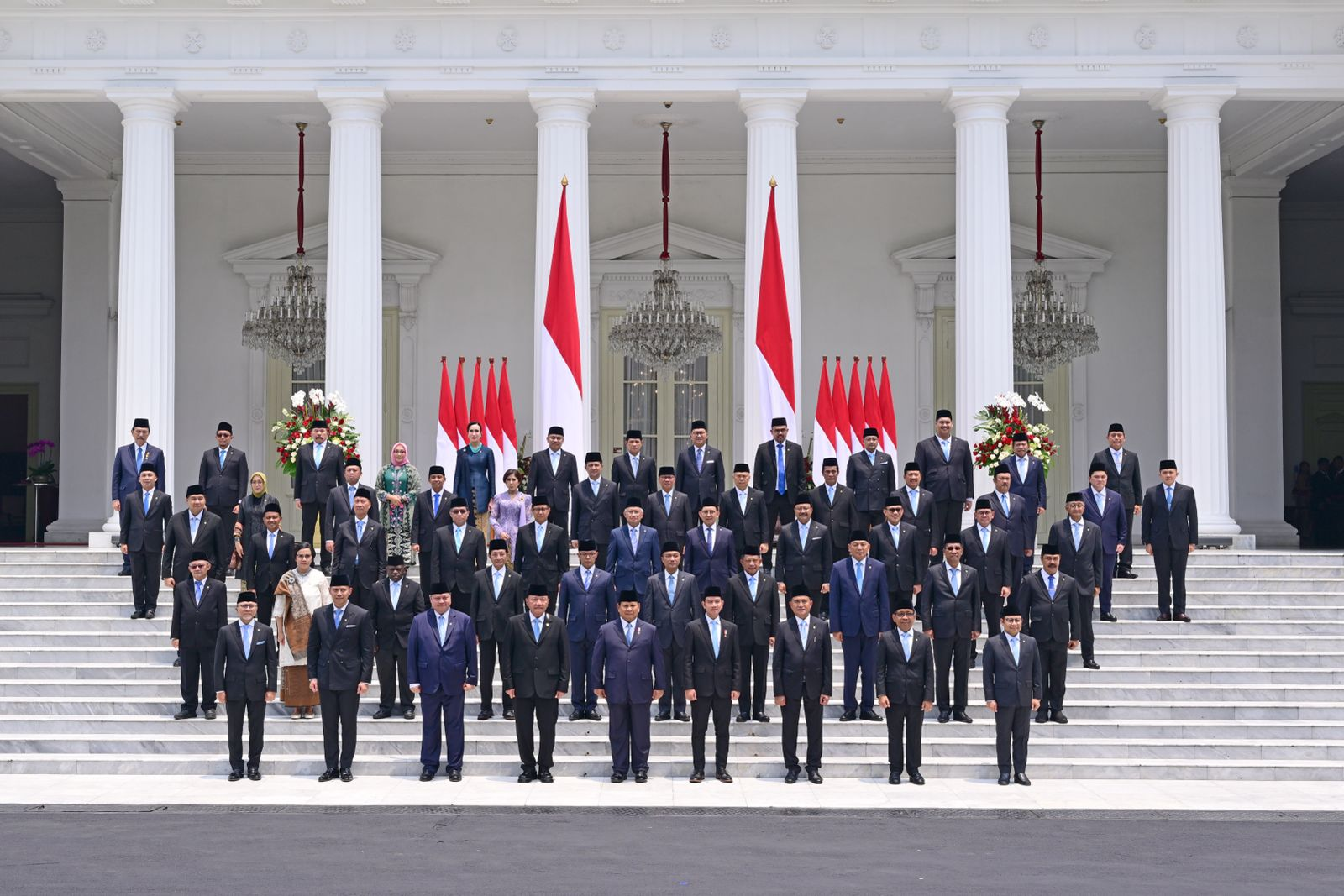
Gruppenbild des Kabinetts (2024)

Das Rot Weiß Kabinett (indonesisch Kabinet Merah Putih, englisch Red White Cabinet) bildet seit Oktober 2024 die Regierung von Indonesien. Es löste das vorher amtierende Indonesische Kabinett Vorwärts ab.

## Mitglieder

### Präsident und Vizepräsident
| Amt                      | Bild | Name                   | Partei    |
| ------------------------ | ---- | ---------------------- | --------- |
| Präsident von Indonesien |      | Prabowo Subianto       | Gerindra  |
| Vizepräsident            |      | Gibran Rakabuming Raka | Parteilos |

### Koordinierende Minister
| Ressort                                                   | Bild | Name                     | Partei    |
| --------------------------------------------------------- | ---- | ------------------------ | --------- |
| politische Angelegenheiten und Sicherheitsangelegenheiten |      | Budi Gunawan             | Parteilos |
| Recht, Menschenrechte, Einwanderung und Strafvollzug      |      | Yusril Ihza Mahendra     |           |
| Wirtschaftliche Angelegenheiten                           |      | Airlangga Hartarto       | Golkar    |
| Infrastruktur und Regionalentwicklung                     |      | Agus Harimurti Yudhoyono | PD        |
| menschliche Entwicklung und kulturelle Angelegenheiten    |      | Pratikno                 | Parteilos |
| Soziale Stärkung                                          |      | Muhaimin Iskandar        | PKB       |
| Ernährungsangelegenheiten                                 |      | Zulkifli Hasan           |           |

### Minister
| Ressort                                                                                                  | Bild | Name                                  | Partei    |
| --- | ---- | ------------------------------------- | --------- |
| Minister im Staatssekretariat                                                                            |      | Prasetyo Hadi                         | Gerindra  |
| Innere Angelegenheiten                                                                                   |      | Tito Karnavian                        | Parteilos |
| Auswärtige Angelegenheiten                                                                               |      | Sugiono                               | Gerindra  |
| Verteidigung                                                                                             |      | Sjafrie Sjamsoeddin                   | Parteilos |
| Justiz                                                                                                   |      | Supratman Andi Agtas                  | Gerindra  |
| Menschenrechte                                                                                           |      | Natalius Pigai                        | Parteilos |
| Einwanderung und Strafvollzug                                                                            |      | Agus Andrianto                        | Parteilos |
| Finanzen                                                                                                 |      | Sri Mulyani Indrawati                 | Parteilos |
| Energie und mineralische Ressourcen                                                                      |      | Bahlil Lahadalia                      | Golkar    |
| Industrie                                                                                                |      | Agus Gumiwang Kartasasmita            | Golkar    |
| Handel                                                                                                   |      | Budi Santoso                          | Parteilos |
| Landwirtschaft                                                                                           |      | Amran Sulaiman                        | Parteilos |
| Umwelt                                                                                                   |      | Hanif Faisol Nurofiq                  | Parteilos |
| Forstwirtschaft                                                                                          |      | Raja Juli Antoni                      |           |
| Verkehr                                                                                                  |      | Dudy Purwagandhi                      | Parteilos |
| Meeresangelegenheiten und Fischerei                                                                      |      | Sakti Wahyu Trenggono                 | Parteilos |
| Arbeitskräfte                                                                                            |      | Yassierli                             | Parteilos |
| öffentliche Arbeiten                                                                                     |      | Dody Hanggodo                         | Parteilos |
| Wohnungsbau und Wohngebiete                                                                              |      | Maruarar Sirait                       | Gerindra  |
| Gesundheit                                                                                               |      | Budi Gunadi Sadikin                   | Parteilos |
| Grund- und Sekundarschulbildung                                                                          |      | Abdul Mu'ti                           | Parteilos |
| Hochschulbildung, Wissenschaft und Technologie                                                           |      | Brian Yuliarto                        | Parteilos |
| Agrarangelegenheiten und Raumplanung (Leiter der Nationalen Landagentur)                                 |      | Nusron Wahid                          | Golkar    |
| soziale Angelegenheiten                                                                                  |      | Saifullah Yusuf                       | PKB       |
| religiöse Angelegenheiten                                                                                |      | Nasaruddin Umar                       | Parteilos |
| Kommunikation und Digitales                                                                              |      | Meutya Hafid                          | Golkar    |
| Genossenschaften                                                                                         |      | Budi Arie Setiadi                     | Parteilos |
| Mikro-, Klein- und Mittelunternehmen                                                                     |      | Maman Abdurrahman                     | Golkar    |
| Frauenförderung und Kinderschutz                                                                         |      | Arifah Choiri Fauzi                   | Parteilos |
| Nutzung des Staatsapparats und bürokratische Reform                                                      |      | Rini Widyantini                       | Parteilos |
| Dörfer und Entwicklung benachteiligter Regionen                                                          |      | Yandri Susanto                        |           |
| Transmigration                                                                                           |      | Muhammad Iftitah Sulaiman Suryanagara | PD        |
| nationale Entwicklungsplanung (Leiter der nationalen Entwicklungsplanungsagentur)                        |      | Rachmat Pambudy                       | Gerindra  |
| Staatsunternehmen                                                                                        |      | Erick Thohir                          | Parteilos |
| kulturelle Angelegenheiten                                                                               |      | Fadli Zon                             | Gerindra  |
| Tourismus                                                                                                |      | Widiyanti Putri                       | Parteilos |
| Kreativwirtschaft (Leiter der Agentur für Kreativwirtschaft)                                             |      | Teuku Riefky Harsya                   | PD        |
| Jugend und Sport                                                                                         |      | Dito Ariotedjo                        | Golkar    |
| Investitionen und Downstreaming-Politik (Leiter des Investitionskoordinationsgremiums)                   |      | Rosan Roeslani                        | Parteilos |
| Schutz von Wanderarbeitern (Leiter der Agentur für den Schutz von Wanderarbeitern)                       |      | Abdul Kadir Karding                   | PKB       |
| Bevölkerung und Familienentwicklung (Leiter des Nationalen Gremiums für Bevölkerung und Familienplanung) |      | Wihaji                                | Golkar    |

### Weitere Kabinettsmitglieder
| Amt                                                                                        | Bild | Name                      | Partei    |
| ------------------------------------------------------------------------------------------ | ---- | ------------------------- | --------- |
| Generalstaatsanwalt                                                                        |      | Sanitiar Burhanuddin      | Parteilos |
| Chef des staatlichen Geheimdienstes                                                        |      | Muhammad Herindra         | Parteilos |
| Stabschef des Präsidenten                                                                  |      | Anto Mukti Putranto       | Parteilos |
| Leiter des Präsidialkommunikationsbüros                                                    |      | Hasan Nasbi               | Parteilos |
| Vorsitzender des Nationalen Wirtschaftsrates                                               |      | Luhut Binsar Pandjaitan   | Golkar    |
| Leiter der Agentur für Entwicklungskontrolle und Sonderermittlungen                        |      | Aries Marsudiyanto        | Gerindra  |
| Leiter der Organisationsagentur für Haddsch                                                |      | Mochamad Irfan Yusuf      | Gerindra  |
| stellvertretender Leiter der Organisationsagentur für Haddsch                              |      | Dahnil Anzar Simanjuntak  | Gerindra  |
| Leiter der Agentur zur Organisation der Halāl-Produktsicherung                             |      | Haikal Hassan             | Parteilos |
| stellvertretender Leiter der Agentur zur Organisation der Halāl-Produktsicherung           |      | Afriansyah Noor           |           |
| Leiter der Agentur zur Beschleunigung der Armutsbekämpfung                                 |      | Budiman Sudjatmiko        | Parteilos |
| Stellvertretende Leiter der Agentur zur Beschleunigung der Armutsbekämpfung                |      | Nanik Sudaryati Deyang    | Parteilos |
| Stellvertretende Leiter der Agentur zur Beschleunigung der Armutsbekämpfung                |      | Irwan Sumule              | Parteilos |
| Leiter der Nationalen Ernährungsagentur                                                    |      | Dadan Hindayana           | Parteilos |
| Stellvertretender Leiter der Nationalen Ernährungsagentur                                  |      | Lodewyk Pusung            | Gerindra  |
| Vorsitzender der Daya Anagata Nusantara Agency for Investment Management (Staatsfonds)     |      | Muliaman Darmansyah Hadad | Parteilos |
| Stellvertretender Vorsitzender der Daya Anagata Nusantara Agency for Investment Management |      | Kaharuddin Djenod         | Parteilos |
| Leiter der Hauptstadtbehörde von Nusantara                                                 |      | Basuki Hadimuljono        | Parteilos |